# Operación Auxin
La Operación Auxin fue una operación concretada en septiembre de 2004  para desmantelar una red de pornografía infantil que radicaba en Australia. La policía de dicho país abrió una línea de investigación que conllevó al arresto de 200 personas que compraban pornografía ilegal mediante tarjetas de crédito en cinco sitios web. 

## Detenidos
La operación Auxin inició en 2003, cuando la policía australiana dio una orden de rastreo para 400 personas sospechosas de pertenecer a una lista de compradores de pornografía infantil a través de internet, utilizando tarjetas de crédito. En septiembre de 2004, se arrestó a 200 personas implicadas. Entre los detenidos se encontraban personas que ocupaban puestos de confianza en la sociedad, como oficiales de policía (incluido un oficial asignado a la investigación sobre la pornografía infantil), un exmiembro del parlamento, maestros de escuela, militares, ministros de la iglesia y doctores. Se decomisaron computadores que de acuerdo a una estimación contenían un total de dos millones de imágenes en donde se abusaba de menores de edad. Seis sospechosos se suicidaron en el transcurso de la investigación.
Algunos implicados se defendieron mediante el argumento de que no existía un vínculo establecido entre el uso de una tarjeta de crédito y la descarga de pornografía real, alegando que mediante la clonación, una tarjeta pudo haber sido utilizada por un tercero y no por el titular de la misma.